# (11219) Benbohn
(11219) Benbohn (1999 JN20) – planetoida z grupy pasa głównego asteroid okrążająca Słońce w ciągu 3,63 lat w średniej odległości 2,36 j.a. Odkryta 10 maja 1999 roku.